# Instituto Nacional de la Meritocracia
El Instituto Nacional de la Meritocracia es una institución pública del Ecuador adscrita al Ministerio de Relaciones Laborales del Ecuador, creado en el año 2011 está encargado de garantizar la aplicación de la meritocracia en las instituciones públicas del Ecuador
Actualmente fue fusionado como parte del Ministerio del Trabajo como una Subsecretaria.
Según su página web tiene como misión:"fortalecer la gestión pública en el Ecuador, garantizando la aplicación de un sistema técnico de méritos en competencias, habilidades, capacidades, destrezas y valores que permitan seleccionar al personal idóneo para el servicio público, para mejorar la competitividad y fomentar la excelencia en las instituciones del Estado."